# Лотарингский всемирный фестиваль воздушных шаров

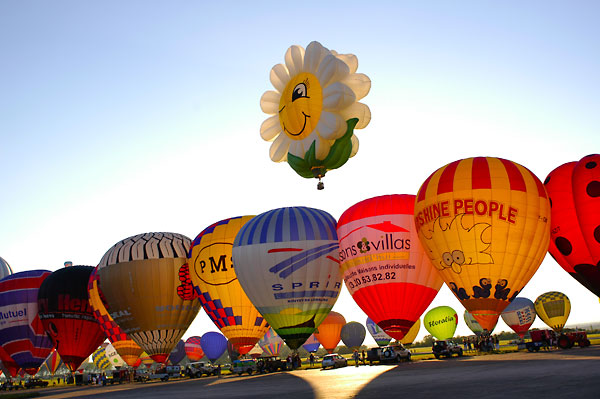
Мировой фестиваль воздушных шаров. 2007 год.

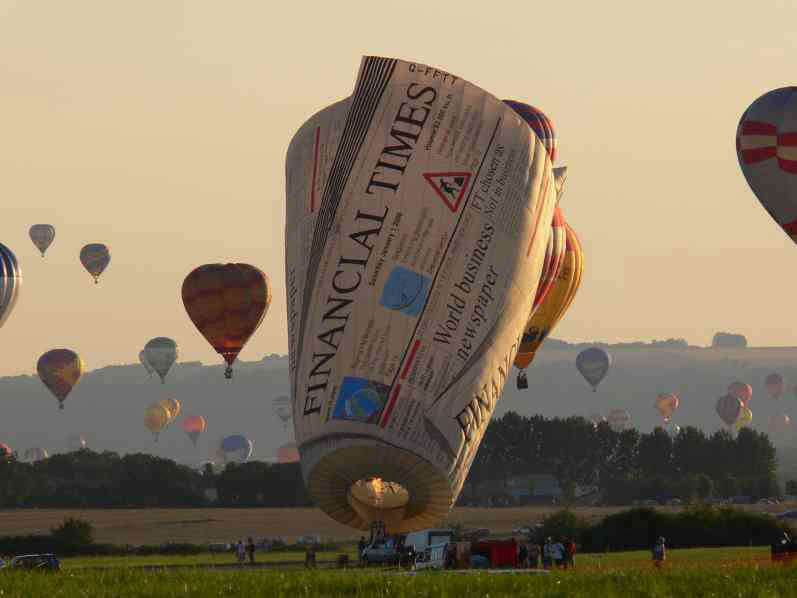
Фестиваль воздушных шаров (2007).

Лотарингский всемирный фестиваль воздушных шаров (фр. Lorraine Mondial Air Ballons) — крупнейший в мире фестиваль монгольфьеров, основан в 1989 году. Организуется каждый нечётный год и проходит в июле-августе в течение 10 дней. На фестиваль собираются монгольфьеры из десятков стран мира. Так, в фестивале 2007 года участвовали монгольфьеры из 67 стран мира. Проводится в память Пилатра де Розье (1754—1785), французского пионера воздухоплавания и уроженца Лотарингии.
Проходит на бывшей военной базе НАТО Шамбле-Бюссьер и в близлежащих коммунах Шамбле-Бюссьер, Сен-Жюльен-ле-Горз и Доммартен-ла-Шоссе департамента Мёрт и Мозель.

## Программа
Этот уникальный европейский фестиваль включает дневные и ночные запуски. В программу входят соревнование монгольфьеров, встречи, выставки, семинары. Главным событием является одновременный взлёт нескольких сотен воздушных шаров.